# Vicky Vette

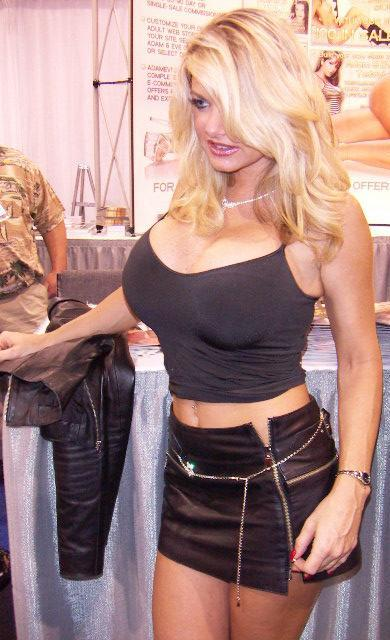
Vicky Vette

Vicky Vette, född den 12 juni 1965 i Stavanger, Norge, är artistnamet för en norsk porrskådespelerska och nakenmodell.

## Utmärkelser
- 2005 AVN Award for Best Tease Performance – Metropolis[2]
- 2008 Booble Girl of the Year[3]